# Семюель Едвард Конкін Третій
 
Семюель Едвард Конкін Третій (англ. Samuel Edward Konkin III, SEK3; 8 липня 1947, Саскачеван, Канада — 23 лютого 2004, Лос-Анджелес, США) — автор «Нового лібертаріанського маніфесту» (англ. New Libertarian Manifesto) і представник політичної філософії, яку він назвав агоризмом, — різновид ринкового анархізму.
У своєму «Маніфесті» він згадує Мюррея Ротбарда, Роберта Лефевра і Людвіга фон Мізеса серед мислителів, що зробили на нього найбільший вплив. Подібно Ротбарду, Конкін вважав лібертаріанство ліворадикальним рухом. Семюель Конкін був засновником Агористського інституту і Руху лібертаріанських лівих. Він був одним із засновників Лібертаріанського футуристичного суспільства, яке щорічно вручає премії Прометея по всьому світу.

## Політичні погляди
Конкін відкидав вибори як несумісні з лібертаріантською етикою. Також він відкидав участь в Лібертаріанській партії США, яку розглядав як державну інтеграцію лібертаріанства.
Своє бачення лібертаріанського суспільства Конкін розвиває в «Новому лібертаріанському маніфесті». Оскільки він заперечує реформістські методи дії, то висловлюється на користь боротьби з «системою». Він пропонує позбавити державу легітимації, переносячи свою економічну діяльність на «чорний або сірий ринки», де вона не буде піддаватися оподаткуванню і регулюватися владою.
Конкін був видавцем та нерегулярно випускав «New Libertarian Notes» з 1971 по 1975 роки, « New Libertarian Weekly» з 1975 по 1978 роки і журналу «New Libertarian» з 1978 по 1990 роки, а також ряду інших видань.

## Критика
Конкін був розкритикований в книзі анархо-синдикалістки Ульріки Хейдер «Anarchism: Left, Right and Green» за підтримку історичного ревізіонізму. Хоча Конкін не погоджувався, наприклад, із запереченням голокосту, але виступив на захист Institute for Historical Review, вважаючи, що не можна обмежувати їх свободу слова.